# Вулиця Миколи Філібера
Вулиця Миколи Філібера — вулиця в Мелітополі на Юрівці. Йде від вулиці Героїв Крут паралельно вулиці Лермонтова. Забудована приватними будинками.

## Назва
Вулиця названа на честь Миколи Філібера — мелітопольського садівника і підприємця.

## Історія
Вулиця згадується 19 листопада 1957 року як вулиця Бабушкіна. Називалась на честь Івана Бабушкіна — більшовицького діяча, одного із спільників Леніна.
В 2016 року в ході декомунізації перейменована на вулицю Миколи Філібера.